# Поглед испод обрва
Поглед испод обрва је осми студијски албум хрватске поп певачице Северине који је 2001. године у Хрватској издао Кроација Рекордс.
Супервизор албума је Ђорђе Новковић, а продуценти Северина, Никша Братош, Анте Пецотић и Мустафа Софтић. Као сарадници на албуму појављују се и многи други музичари, као што су Дино Шаран, Златан Саболек и Анте Муштра, аутор текста песме „Вирујен у те“, која је 2001. освојила гран при МХЈ. Материјал је сниман у студијима Rockoko и JM Sound, док се за дизајн албума побринула екипа Божесачувај. 
На албуму се налази тринаест песама,  а четири су објављене као синглови „Ајде, ајде, злато моје“, „Криви спој“, „Вирујен у те“, „Мала је дала“. Песма „Поглед испод обрва” објављена је као сингл са уживо албума Вирујен у те (најбоље уживо!) 2002. године. Албум Поглед испод обрва подржала је велика турнеја "Вирујен у те" крајем 2001. године, која је обухватила све земље региона, осим Србије.
Албум је 2002. године номинован за дискографску награду Порин у категорији „Албум године“, а песма „Вирујен у те“ за награду „Хит године“. 

## Позадина
После комерцијалног успеха албума Ја само пјевам из 1999. године, који је био један од најпродаванијих албума године са 50.000 продатих примерака, Северина је постала најпродаванија певачица. На Дори 2000. године, учествује са песмом "Дај ми дај" и осваја 8. место.
У лето 2000. године наступа на МХЈ са песмом "Ајде, ајде, злато моје" и крајем године одлази на трећу турнеју по Аустралији, а почетком 2001. почиње снимање албума Поглед испод обрва, за коју је написала седам песама. Промоција албума одржана је 16. маја 2001. у дискотеци "Бест" у Загребу.

## Комерцијални успех
Албум је дебитовао на првом месту у Хрватској, а касније је награђен платинастим издањем. Продат је у више од 30.000 примерака. Ово је први Северинин албум објављен лиценцно у СРЈ, у издању BK Sound.
Праћен је спотовима за „Криви спој“, „Вирујен у те“, „Мала је дала“ и насловну нумеру. 

## Списак песама
| №   | Назив                        | Трајање |  |
| 1.  | Тако је то                   | 3:44    |  |
| 2.  | Мала је дала                 | 3:52    |  |
| 3.  | Ноћу, дању                   | 3:07    |  |
| 4.  | Мили мој                     | 4:16    |  |
| 5.  | Воли ме, не воли             | 4:07    |  |
| 6.  | Поглед испод обрва           | 4:30    |  |
| 7.  | Криви спој                   | 3:24    |  |
| 8.  | Парфем                       | 3:36    |  |
| 9.  | Срце је моје велико к'о кућа | 3:48    |  |
| 10. | Иди                          | 3:01    |  |
| 11. | Море на леђа                 | 3:29    |  |
| 12. | Ајде, ајде злато моје        | 3:38    |  |
| 13. | Вирујен у те                 | 4:28    |  |

## Топ листе
| Топ листа (2001 )             | Положај |
| ----------------------------- | ------- |
| Хрватски национална топ листа | 1       |

## Сертификати
| Држава   | Сертификат |
| -------- | ---------- |
| Хрватска | платинаста |

## Обраде
- Мили мој[10]-Рингишпил (Ђорђе Балашевић)[11] и Honey Pie (The Beatles)[12]
- Вирујен у те[13] - Све још мирише на њу (Парни ваљак)[14]